# Pilinská kultura

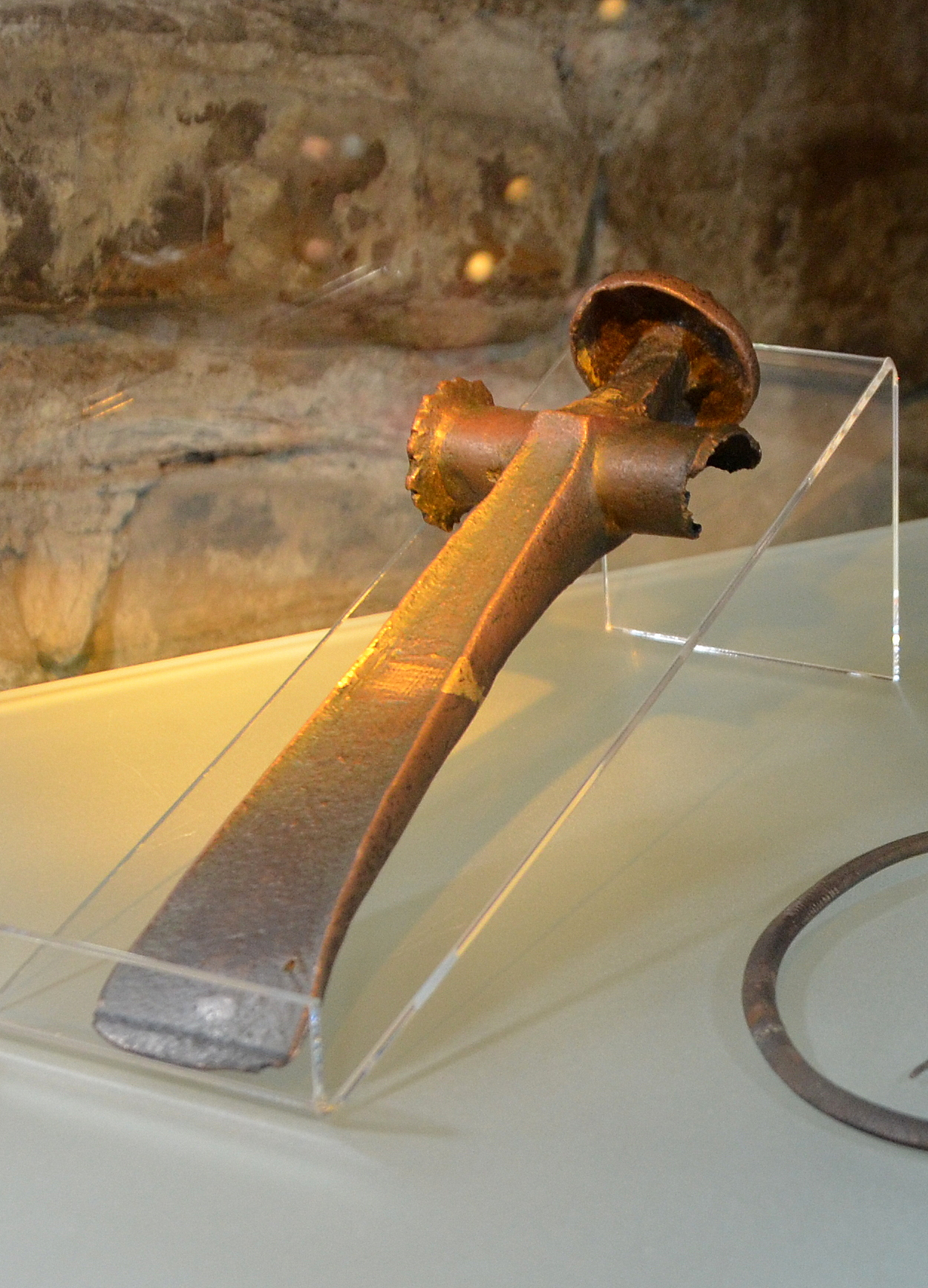
Ukázka pilinské kultury

Pilinská kultura je archeologická kultura střední až mladší doby bronzové, stupňů BB1 až HA1 chronologického systému dle Paula Reinecka, součást starší fáze komplexu kultur jihovýchodních popelnicových polí. Vyskytovala se zejména v Maďarsku v oblasti Potisí a v severní části středního Maďarska, dále pak na středním Slovensku a v západní části východního Slovenska a v Polsku v oblasti města Nowy Sącz. Pilinská kultura navazuje na kulturu otomanskou protourbánního horizontu a v závěru přecházi v kulturu kyjatickou, náležející do mladší fáze komplexu jihovýchodních popelnicových polí. Na západě a jihu sousedila s karpatskou mohylovou kulturou a na východě s kulturou Suciu de Sus.

## Charakteristika kultury
V prostředí kultury zaujímala významné postavení bronzová metalurgie. Její bronzová industrie je bohatá a značně ovlivňovala okolí, místní řemeslníci zpracovávali měděnou surovinu z místních zdrojů ve Slovenském rudohoří, na severu Maďarska a na Spiši. S významem metalurgické výroby souvisí zvýšený výskyt bronzových depotů, který je pro tuto kulturu charakteristický.[zdroj?]
Pohřební ritus této kultury je výlučně žárový, popel zemřelých byl ukládán do uren, překrytých miskou, nebo kameny, výjimečně by popel uložen pouze v jamce. Zvláštností komplexu jihovýchodních popelnicových polí je výskyt kamenných pohřebních skříněk, který se v prostředí pilinské kultury postupně prosazoval. Hroby spadající do nejstarších fází kultury měly nad sebou navršenou mohylu.[zdroj?]

## Archeologické lokality
- Radzovce

Významným pramenem poznání této kultury je archeologická lokalita Radzovce. Sestává z osady, kde byly zachyceny kamenné základy domů, jichž bylo v době největšího rozkvětu asi 20, a doklady kovolitectví, a pohřebiště v poloze Monosy, s počtem hrobů přes 1300, kde byly nalezeny bronzové předměty vyrobené přímo na místním sídlišti. Lokalitu zkoumali Vojtěch Budinský-Krička (pohřebiště) a Václav Furmánek (osadu).[zdroj?]